# Patrik Wålemark
Jens Patrik Wålemark (* 14. Oktober 2001 in Göteborg) ist ein schwedischer Fußballspieler, der aktuell bei Lech Posen unter Vertrag steht.

## Karriere

### Verein
Wålemark begann seine fußballerische Ausbildung bei Qviding FIF. Bis 2018 spielte er dort ausschließlich in der Jugend. In der Spielzeit 2018 kam er zu 21 Drittligaeinsätzen und acht Toren. In der Folgesaison spielte er 27 Mal und konnte zwölf Treffer erzielen. Im Januar 2020 wechselte er zum Erstligisten BK Häcken. Am 2. Juli 2020 (5. Spieltag) gab er nach Einwechslung sein Allsvenskan-Debüt bei einem 0:0-Unentschieden gegen den Örebro SK. Bei seinem Startelfdebüt zwei Wochen später schoss er sein erstes Tor und gab zudem drei Assists bei einem 6:0-Sieg über IF Elfsborg. In der gesamten Saison 2020 spielte er in 21 Ligaspielen und schoss drei Tore. Im Pokal kam man 2021 bis ins Finale, scheiterte dort allerdings im Elfmeterschießen an Hammarby IF. In der Conference-League-Qualifikation debütierte er bei einer 1:5-Niederlage gegen den Aberdeen FC international in der Startelf. In der gesamten Ligasaison 2022 kam er zu neun Toren in 29 Einsätzen.
Mitte Januar wechselte Wålemark in die Eredivisie zu Feyenoord Rotterdam. Von dort wurde er im Sommer 2023 für ein Jahr an den Ligakonkurrenten SC Heerenveen verliehen. Im Sommer 2024 wurde er für ein Jahr an Lech Posen verliehen. Im Januar 2025 wechselte er fest zu Lech Posen.

### Nationalmannschaft
Wålemark spielte im Juni 2021 zweimal für die schwedische U-21-Nationalmannschaft, wobei er ein Mal einen Doppelpack schoss.

## Erfolge
- Schwedischer Vize-Pokalsieger: 2021
- UEFA-Europa-Conference-League-Finalist: 2022
- Niederländischer Meister: 2023
- Polnischer Meister: 2025